# Przemysław Ier Noszak

Przemysław Ier Noszak (en tchèque : Přemyslav I. Nošák, en allemand : Przemislaus I.) de la dynastie des Piasts, est né 13 février 1334 et est mort le 23 août 1410. Il est le troisième duc de Cieszyn. Il est le fils de Casimir Ier de Cieszyn et d’Euphémie de Mazovie. Il est considéré par les historiens comme un des plus habiles ducs Piast de Cieszyn,. Diplomate et négociateur de grand talent, il a acquis une grande expérience à la suite de nombreuses missions dans plusieurs pays européens. Peu d’informations nous sont parvenues sur la manière dont il menait les affaires intérieures de son duché.

## Biographie
À partir de 1355, il prend part à la vie politique et rejoint, par la suite, la cour du roi de Bohême (Charles IV, ensuite Venceslas Ier). On lui confie souvent des missions diplomatiques. En 1380, il est envoyé à Paris pour essayer de maintenir l’alliance entre la Bohême et la France. Cette mission se solde par un échec. Il tente également de négocier une paix entre l’Angleterre et la France (la guerre de Cent Ans). Przemysław Ier Noszak négocie également le mariage entre Anne, la fille de l’empereur Charles IV du Saint-Empire, et le roi Richard II d'Angleterre. Ses talents de diplomate sont également utilisés pour aplanir des conflits entre nobles allemands.
Przemysław Ier s’implique aussi dans les affaires intérieures de la Bohême. En 1386, il fait office de gouverneur du royaume quand Venceslas Ier se trouve à l’étranger. Les tensions entre nobles bohémiens et nobles d’origine étrangère devenant de plus en plus fortes, il est en fin de compte écarté par la noblesse bohémienne. Il est remplacé par le duc d’Opava-Racibórz. La haine entre les deux hommes atteint son point culminant en 1406, lorsque le duc d’Opava-Racibórz fait assassiner Przemysław d'Oświęcim, le fils aîné de Przemysław Ier Noszak. Ce conflit se termine par un traité de paix signé le 7 novembre 1407 à Żory.
Du fait de la situation instable en Bohême, le brigandage se développe. Grâce aux efforts diplomatiques de Przemysław, un traité est signé le 12 juin 1397 avec le roi de Pologne Ladislas II Jagellon. Les deux parties s’engagent à combattre les hors-la-loi dans les régions frontalières.
Przemysław Ier Noszak a également mené une politique d’expansion de son duché. Sa souveraineté s’étend sur les régions de Toszek et de Pyskowice ainsi que sur la moitié du duché de Bytom et de Gliwice. En 1405, il s’empare du duché d’Oświęcim et de la région de Siewierz. En 1384, il a gagné un morceau du duché de Głogów. L’année suivante, il a acheté Strzelin.
Przemysław Ier Noszak meurt le 23 août 1410. Il est inhumé dans l’église des Dominicains de Cieszyn.

## Union et postérité
Przemysław a épousé Élizabeth, la fille du duc de Bytom Boleslas de Bytom. Celle-ci lui a donné deux fils et une fille. Son fils cadet lui succède.
- Przemysław d'Oświęcim
- Boleslas
- Anne (morte vers le 8 juillet 1403) épouse 29 septembre 1396 Henri IX de Lubin